# Cuxhaven Baskets
O Cuxhaven Baskets, anteriormente conhecido como Rot-Weiss Cuxhaven, é um clube profissional de basquetebol baseado em Cuxhaven, Alemanha que atualmente disputa a Regionalliga, correspondente à quarta divisão do país. Manda seus jogos no Rundturnhalle Cuxhaven com capacidade para 1.531 espectadores.

## Histórico de Temporadas
| Temporada | Nível | Liga         | Pos. | Resultado           |
| --------- | ----- | ------------ | ---- | ------------------- |
| 2015–16   | 4     | Regionalliga | 2º   |                     |
| 2016–17   | 4     | Regionalliga | 1º   | Promovido campeão   |
| 2017-18   | 3     | ProB         | 12º  | Rebaixado playdowns |
| 2018-19   | 4     | Regionalliga | 13º  |                     |

## Títulos

### Regionalliga Norte
- Campeão (1):2016-17
- Finalista (1):2015-16